# 中国水務集団
中国水務集団有限公司（ちゅうごくすいむしゅうだんゆうげんこんす）は、中華人民共和国の水道会社。本社は香港にある。香港株式取引所で上場した最初の水道会社であり、現在は同所で上場している会社のうち、水道業務を主業務とする唯一の会社である。  
前身は1993年に設立され、1998年に香港証券取引所に上場した「易達興業電子集団」である。 2003年、中華人民共和国水利部の元官僚で現会長の段伝良は同社を買収し、「中国銀龍集団有限公司」に改名した。 2005年、事業再編により現在の「中国水務集団有限公司」となった。 
主な業務は、中国本土部の都市における水道水供給、下水処理および関連サービスの投資・建設・運営である。現在の事業は北京市、天津市、重慶市の3つの直轄市及び広東省、広西チワン族自治区、江西省、河南省、河北省、江蘇省、湖南省、湖北省、陝西省、山西省、山東省、海南省、黒竜江省の13の自治体の50以上の都市で展開しており、中国最大手の水道事業者の1つである。現時点で1日あたりの水の処理量は1300万トンを超え、2000万人以上にサービスを提供している。所有する排水パイプラインの長さは4000キロメートルを超えている。また、上下水道施設を保有する地方政府傘下の公営企業にも積極的に出資し、設備の改善や運営のノウハウを提供している。  

## 参考資料
1. 1 2 3  “東レ・オリックス・中国水務集団、中国での水処理・水環境事業で戦略提携協議書を締結”. 日本経済新聞 電子版 (2018年6月27日). 2019年8月22日閲覧。
2. ↑  “オリックスが出資する民営水道大手（アジアNEXT）”. 日本経済新聞 電子版 (2013年11月29日). 2019年8月22日閲覧。